# Rokia Traoré
Rokia Traoré, född 24 januari 1974 i Kolokani, Koulikoro, är en malisk sångerska och låtskrivare. Hon tillhör bambara-folket. Hennes far var diplomat och tillsammans med honom reste Rokia mycket inom Algeriet, Saudiarabien, Frankrike och Belgien, vilket gjorde att hon tillägnade sig en stor mängd varierande musikgenrer. Rokia Traoré har hyllats för sitt moderna sätt att använda traditionella instrument som ngoni och balafon och hon är en av de mest kritikerhyllade afrikanska musikerna för närvarande. Bland annat utnämnde New York Times hennes album Wanita till ett av årets bästa album när det släpptes 2000. Hennes album Tchamantché från 2008 vann kategorin "Bästa artist" i Songlines första Music Award 2009.

## Diskografi
- 1998 – Mouneïssa
- 2000 – Wanita
- 2003 – Bowmboï
- 2008 – Tchamantché
- 2013 – Beautiful Africa
- 2016 – Né so